# Баклан, Владимир Олегович
Владимир Олегович Баклан (род. 25 февраля 1978, Киев) — украинский шахматист, гроссмейстер (1998). Окончил Киевский институт физкультуры.
Чемпион Украины по шахматам (1997). Участник двух олимпиад (2000 и 2002).

## Выступления за сборную Украины
За время участия в сборной Украины Владимир Баклан стал бронзовым призёром Шахматной олимпиады 2000 года и победителем командного чемпионата мира 2001 года.
| Турниры                    | Появлений | Годы выступлений | Доска    | Игры | Очки | %    |
| -------------------------- | --------- | ---------------- | -------- | ---- | ---- | ---- |
| Шахматная олимпиада        | 2         | 2000—2002        | 3-я      | 18   | 10½  | 58.3 |
| Командный чемпионат мира   | 1         | 2001             | 3-я      | 6    | 3    | 50.0 |
| Командный чемпионат Европы | 2         | 2001—2003        | 2-я, 3-я | 14   | 9    | 68.8 |
| Итого                      | 5         | 2000—2003        | 2-я, 3-я | 38   | 22½  | 59.2 |

## Изменения рейтинга
| Графики недоступны из-за технических проблем. См. информацию на Фабрикаторе и на mediawiki.org. |